# Івушка (селище)
Івушка (рос. Ивушка) — селище у Куйбишевському районі Новосибірської області Російської Федерації.
Входить до складу муніципального утворення Куйбишевська сільрада. Населення становить 211 осіб (2010).

## Історія
Згідно із законом від 2 червня 2004 року органом місцевого самоврядування є Куйбишевська сільрада.

## Населення
| 2002 | 2007 | 2010 |
| ---- | ---- | ---- |
| 280  | ↗297 | ↘211 |